# Церковь Джезуати
Церковь Джезуати, или Церковь Святой Марии Розария (итал. Chiesa dei Gesuati, Chiesa di Santa Maria del Rosario) — церковь в Венеции, расположенная в сестиере (районе) Дорсодуро на берегу канала Джудекка. Церковь является частью ассоциации «Chorus Venezia». Построена в 1726—1736 годах по проекту архитектора Джорджо Массари. Название «Джезуати» (вен. Gesuati) на старо-венецианском наречии происходит от малого ордена «Во имя Иисуса» (Il Gesù), распущенного в Венеции в 1668 году, у которого в этом районе была церковь и большой женский монастырь (Convento), отошедший затем к ордену доминиканцев. Церковь известна плафонными росписями Джованни Баттисты Тьеполо. В церкви также находятся картины других выдающихся венецианских художников: Дж. Б. Пьяццетты и Тинторетто.

## История церкви

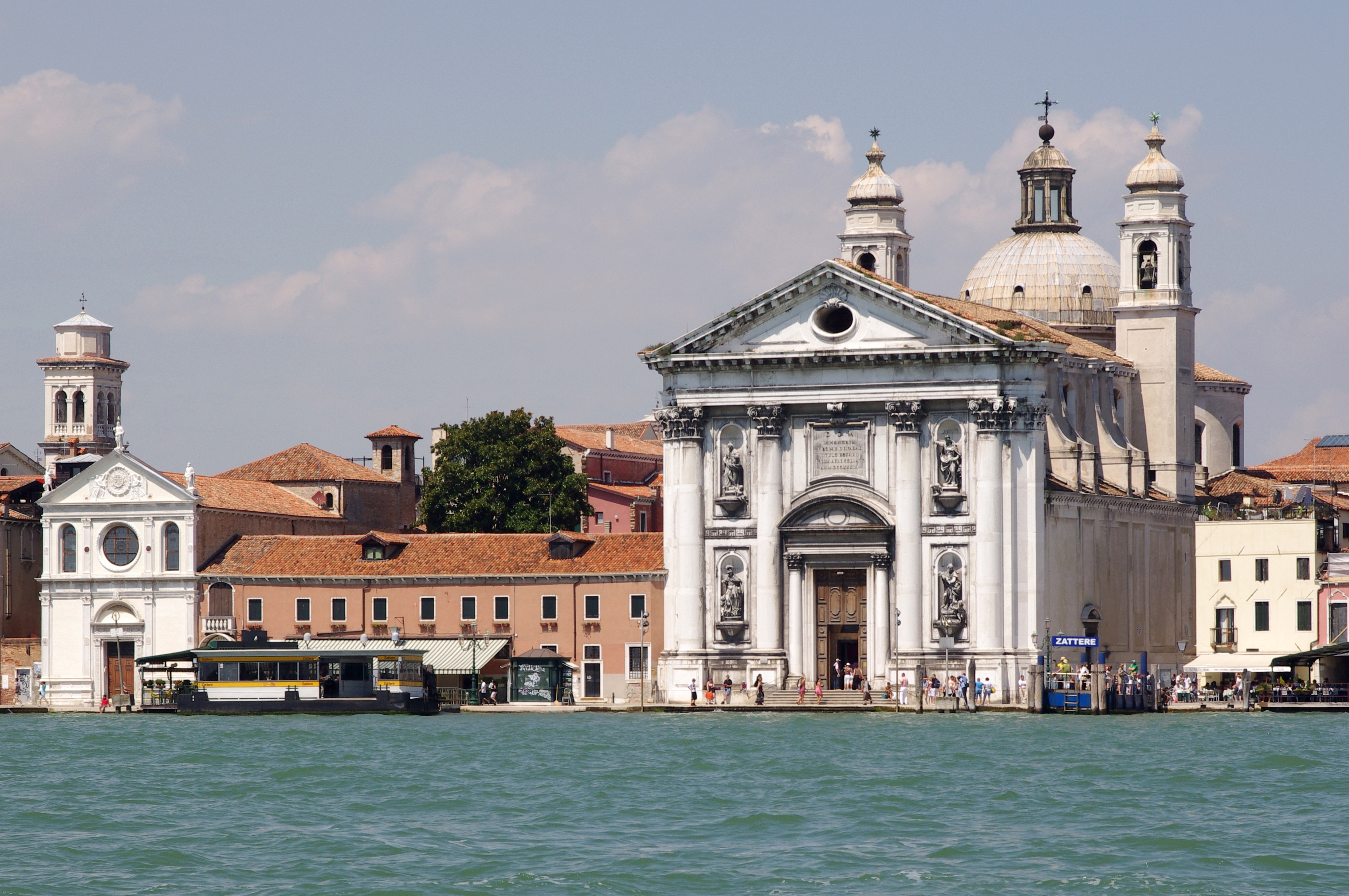
Общий вид церкви

Ранее на месте существующей церкви располагались различные постройки. В 1494 году началось строительство церкви Санта-Мария-делла-Визитационе (Santa Maria della Visitazione — Встречи Святой Марии), вначале называвшейся Сан-Джироламо (Святого Иеронима), и прилегающего монастыря. «Община нищенствующих последователей Иисуса» (Compagnia dei Poveri Gesuati) была основана в конце XIV века. С роспуском ордена «Gesuati» в 1668 году все постройки перешли к доминиканцам, которые вскоре после этого начали строительство нового храма. С подавлением религиозных орденов в Венеции указами Бонапарта в 1810 году церковь стала приходской. Церковь является главной резиденцией большого одноимённого прихода, простирающегося от Пунта-делла-Догана до Сан-Тровазо. Приходу Джезуати принадлежат также Церковь Санто-Спирито и базилика Санта-Мария-делла-Салюте.

## Архитектура фасада
Первый проект церкви был разработан греческим математиком и теоретиком архитектуры, работавшим в Венеции, Андреасом Мусалусом, но после его смерти проект, хотя и оберегаемый его учеником Джованни Скальфаротто, доминиканцы передали архитектору Джорджо Массари, который представил новый проект в 1724 году. В целом он следовал палладианскому стилю, но усилил живописность фасада за счёт группирования пилястр и колонн пышного коринфского ордера на углах здания, установки статуй в нишах и рельефных деталей декора.
В центре треугольного фронтона имеется «глаз» (итал. occhio) — большое овальное окно, увенчанное «раковиной Сан-Джакомо» (итал. conchiglia di San Giacomo) —эмблемы паломников к гробнице Св. Иакова в Соборе Святого Иакова в Сантьяго-де-Компостела. В нишах фасада установлены статуи «четырёх главных добродетелей». Верхний ряд: Благоразумие (Гаэтано Сусали), Справедливость (Франческо Бонацца); внизу — Стойкость (Джузеппе Бернарди) и Умеренность (Альвизе Тальяпьетра).
Над лучковым фронтоном центрального портала расположена большая посвятительная доска «Санта-Мария-дель-Розарио», над ней — модульон, украшенный пятью розами. Это эмблема Мадонны Розария — цветки скомпонованы в группы по пять, на которые разделены чётки святого Доминика.

## Произведения искусства в интерьере
Внутри церковь имеет один неф. Вдоль стен, в аркадах, оформленных парными полуколоннами, открываются своды пресбитерия и шести приделов. Между полуколоннами, в нишах размещены статуи, и расположенные над ними барельефы работы Джованни Марии Морлайтера, выполненными между 1743 и 1754 годами. Барельефы представляют сцены из Нового Завета (против часовой стрелки, начиная от входа): Иисус и центурион, Иисус исцеляет слепого, Иисус является Марии Магдалине, Явление Иисуса апостолу Фоме, Крещение Христа, Иисус Христос и самаритянка у колодца, Купальня исцеления и Святой Петр, спасённый на водах. Статуи в нишах представляют (против часовой стрелки, начиная от входа): Авраама, Аарона, святых апостолов Павла и Петра, пророков Моисея и Мелхиседека. По сторонам пресбитерия расположены две кафедры.
Плафон церкви разделён на три секции в фигурных обрамлениях, в которых, размещены фрески выдающегося венецианского живописца Джованни Баттиста Тьеполо, выполненные между 1737 и 1739 годами. В центральной части: «Учреждение Розария» (L’istituzione del Rosario) — Мадонна и Младенец на небесах представляют Розарий в окружении ангелов, в центре ангел передаёт чётки Святому Доминику, который раздаёт их верующим, внизу — еретики погружаются в преисподнюю. Фреска выполнена художником в его любимой манере с эффектами перспективных ракурсов типа «живопись под потолок», или «снизу вверх» (итал. pittura di sotto in sù ). В малой секции, ближе к входу в церковь: «Прославление Святого Доминика» (La Gloria di San Domenico), во второй малой секции, обращённой к алтарю — «Мадонна является Святому Доминику» (La Madonna appare a San Domenico). Лепнина всех потолочных карнизов и обрамлений — работа Антонио Пелле.
Главный алтарь, спроектированный Джорджо Массари (1742—1743), создан в виде большой барочной экседры, колонны которой из красного сицилийского мрамора фланкируют монументальную дарохранительницу, усыпанную лазуритом. Фрески хора также созданы Дж. Б. Тьеполо.
В первой капелле справа находится запрестольный образ «Явление Девы Марии святым Розе да Лиме, Екатерине Сиенской и Аньезе да Монтепульчано» работы Тьеполо (1749?). Во второй капелле — «Прославление ангелами» работы Дж. М. Морлайтера (1738—1739) — горельеф, обрамляющий небольшую картину с образом Св. Доминика работы Джамбаттисты Пьяццетты (1743). В третьей капелле — алтарная картина «Видение святых Лодовико Бертрандо, Винченцо Феррери и Джачинто Одроваза», написанная в сдержанном колористическом решении Пьяцеттой (ок. 1739 г.).

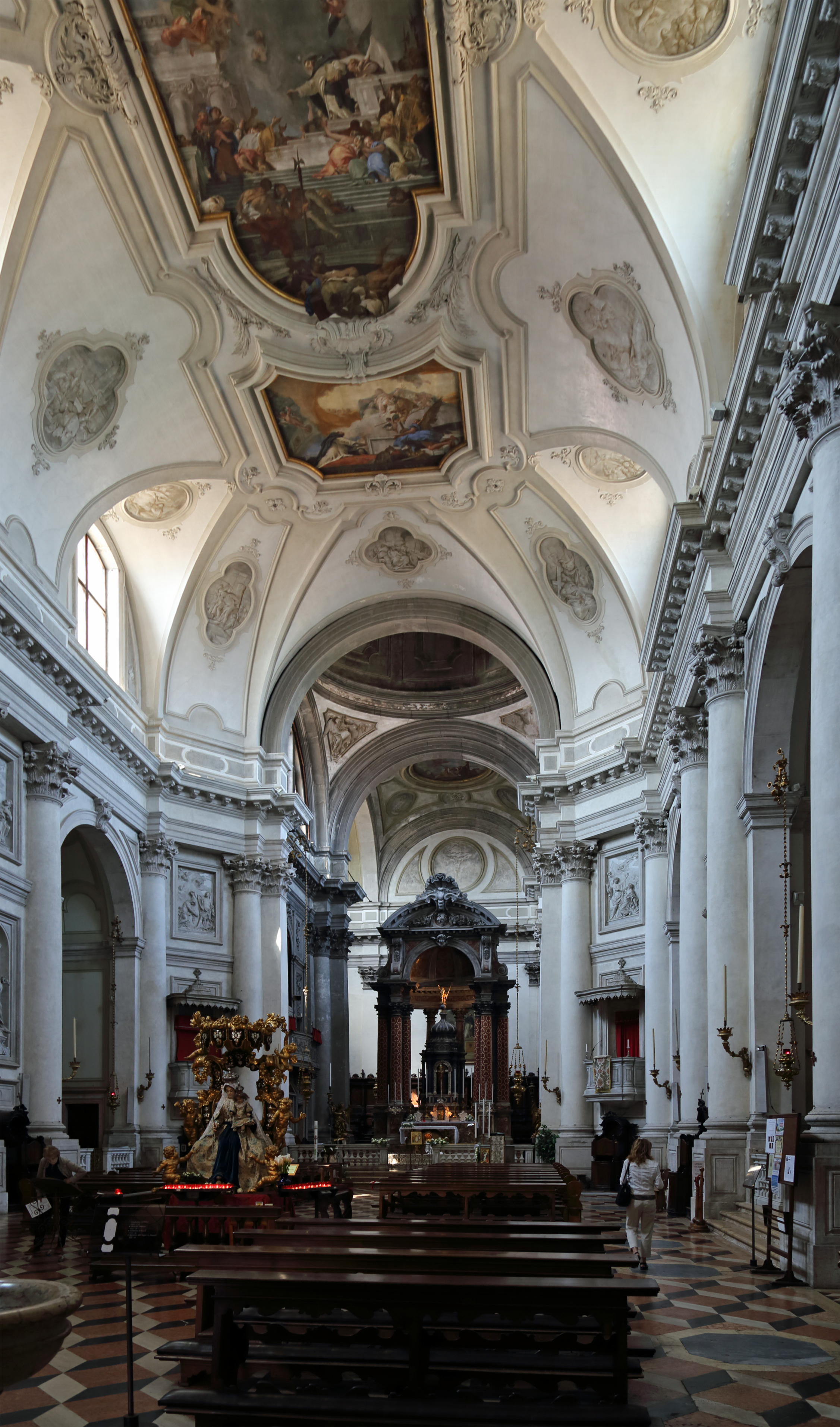
Интерьер церкви
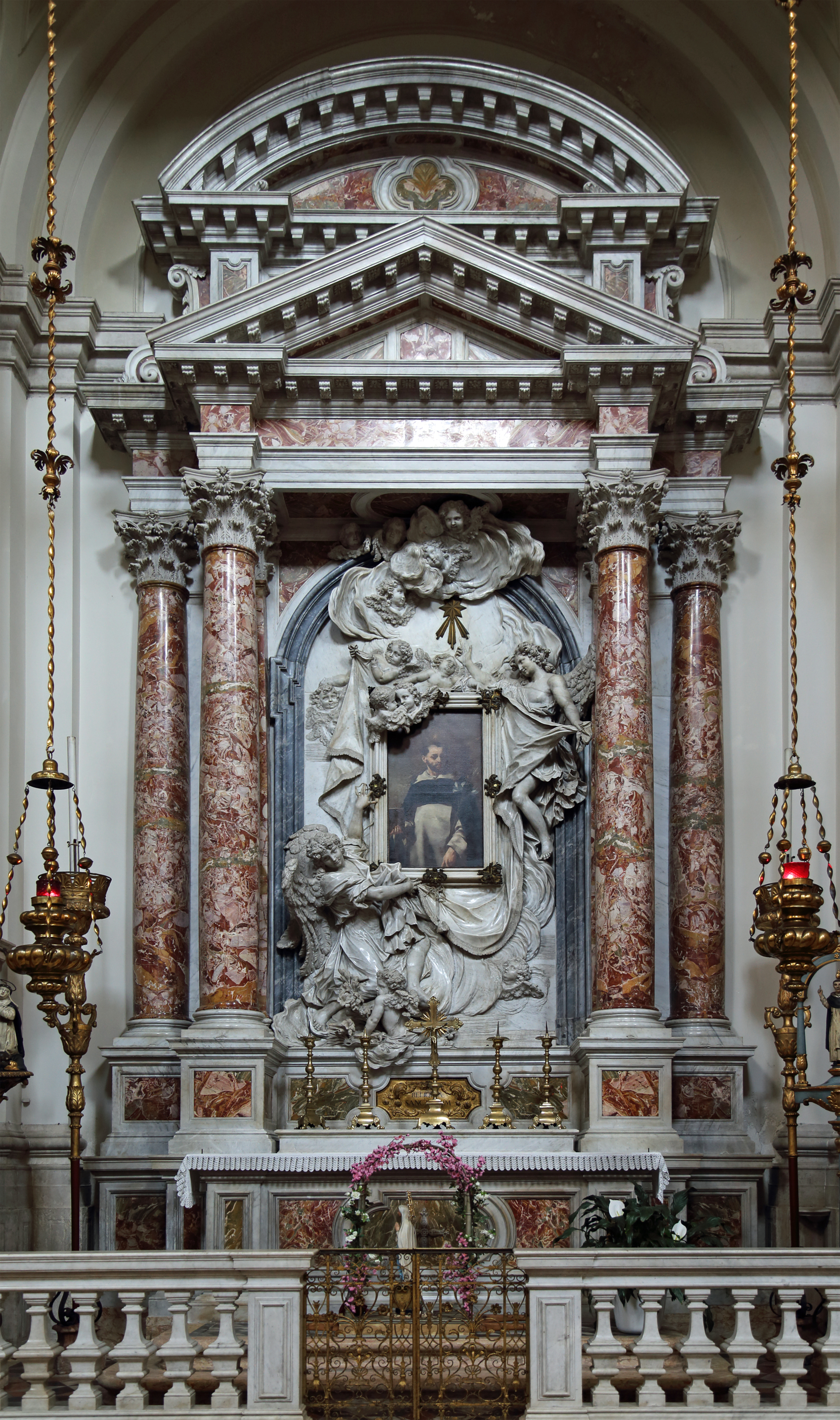
Капелла Св. Доминика. Картина Дж. М. Пьяццетты. Скульптурное оформление Дж. М. Морлайтера. 1738—1739
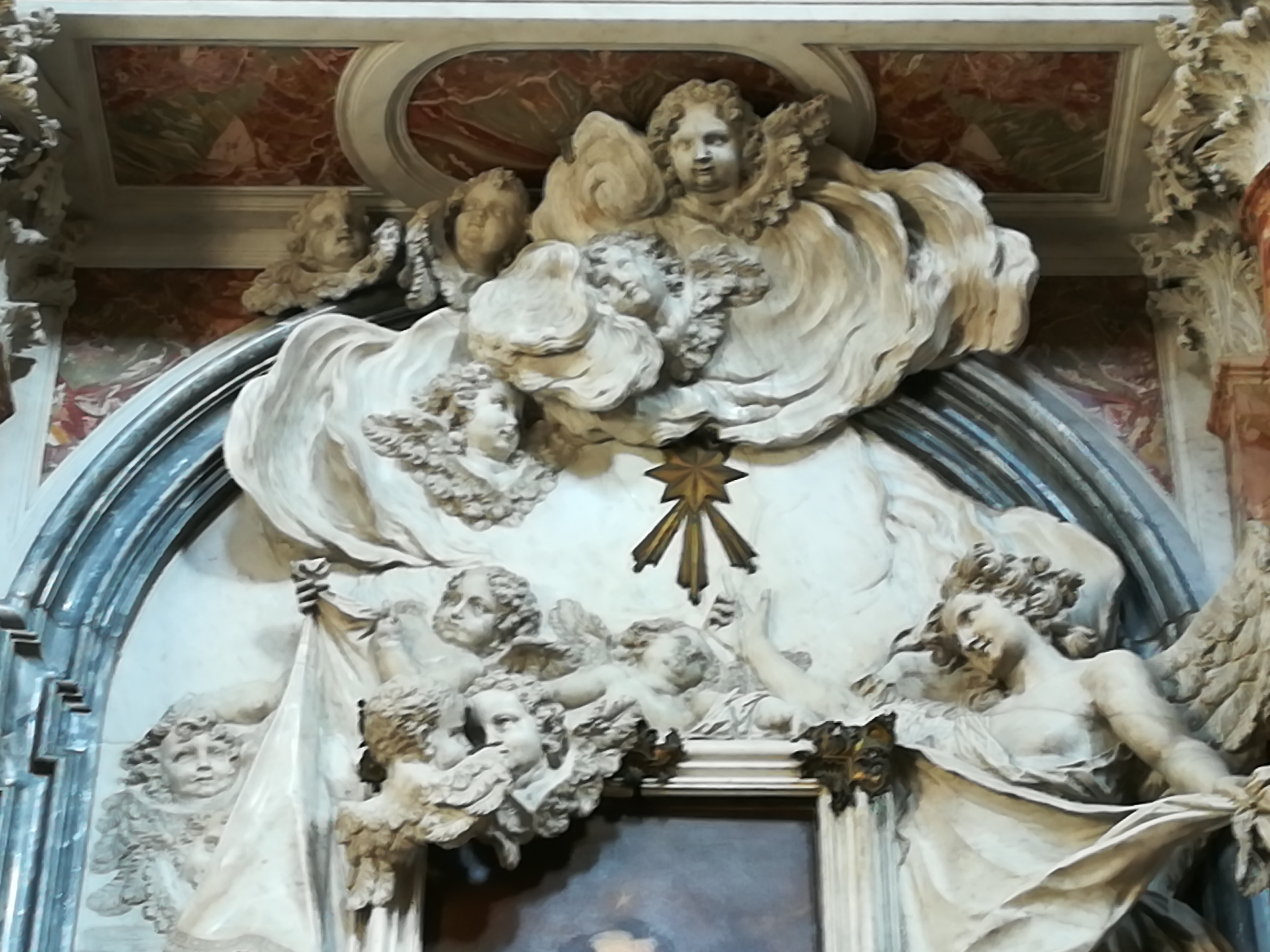
Капелла Св. Доминика. Деталь
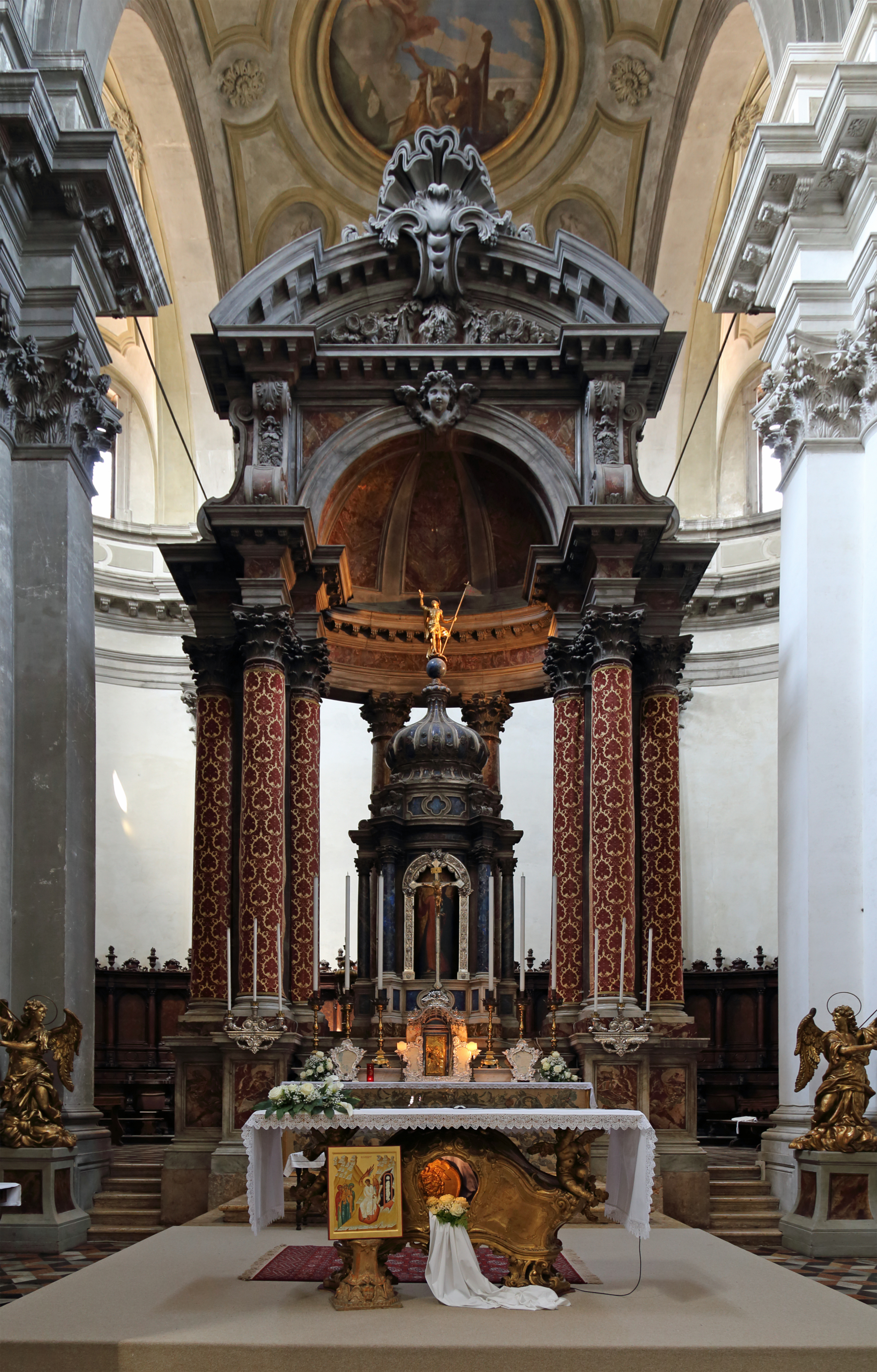
Главный алтарь
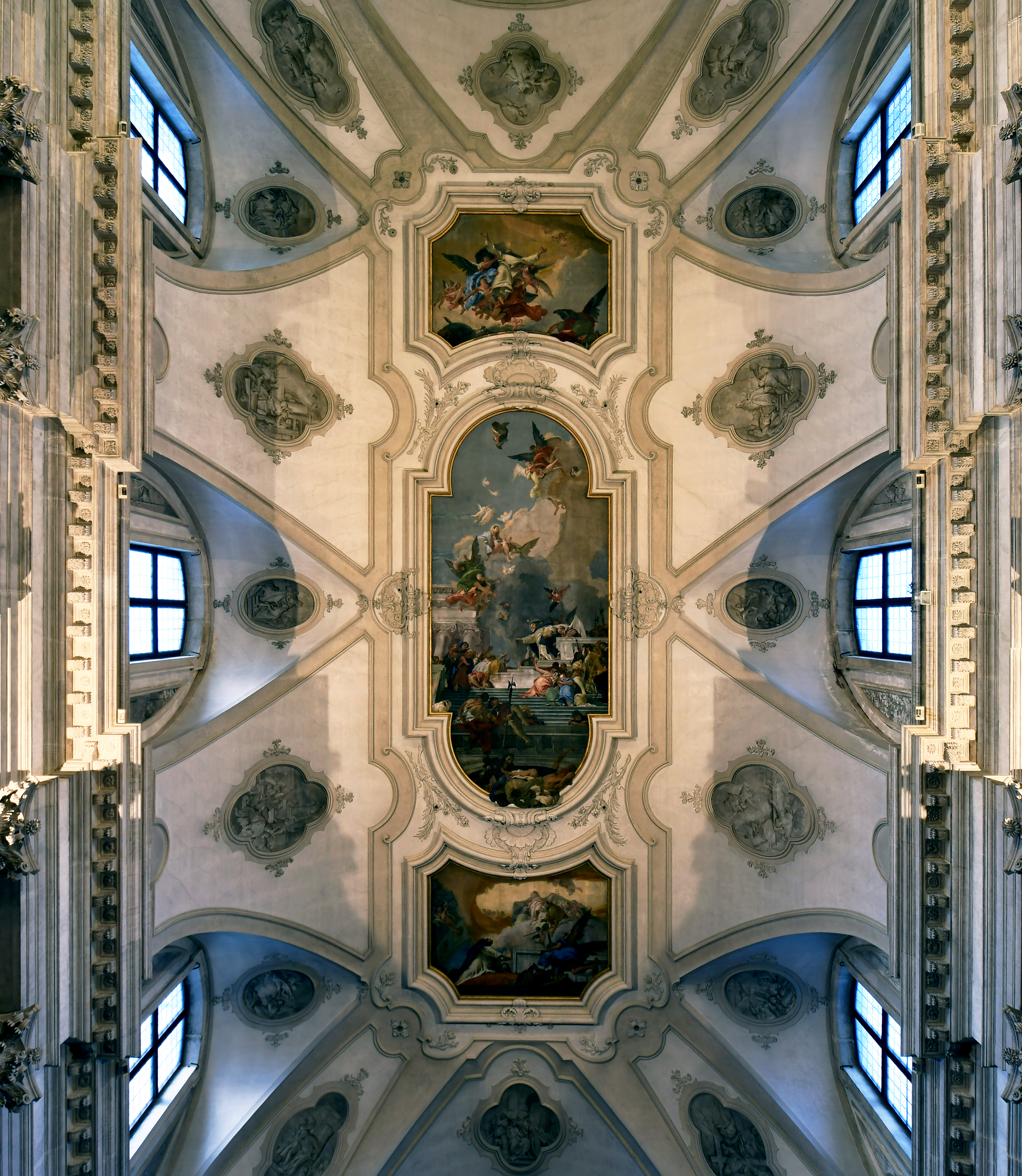
Плафон
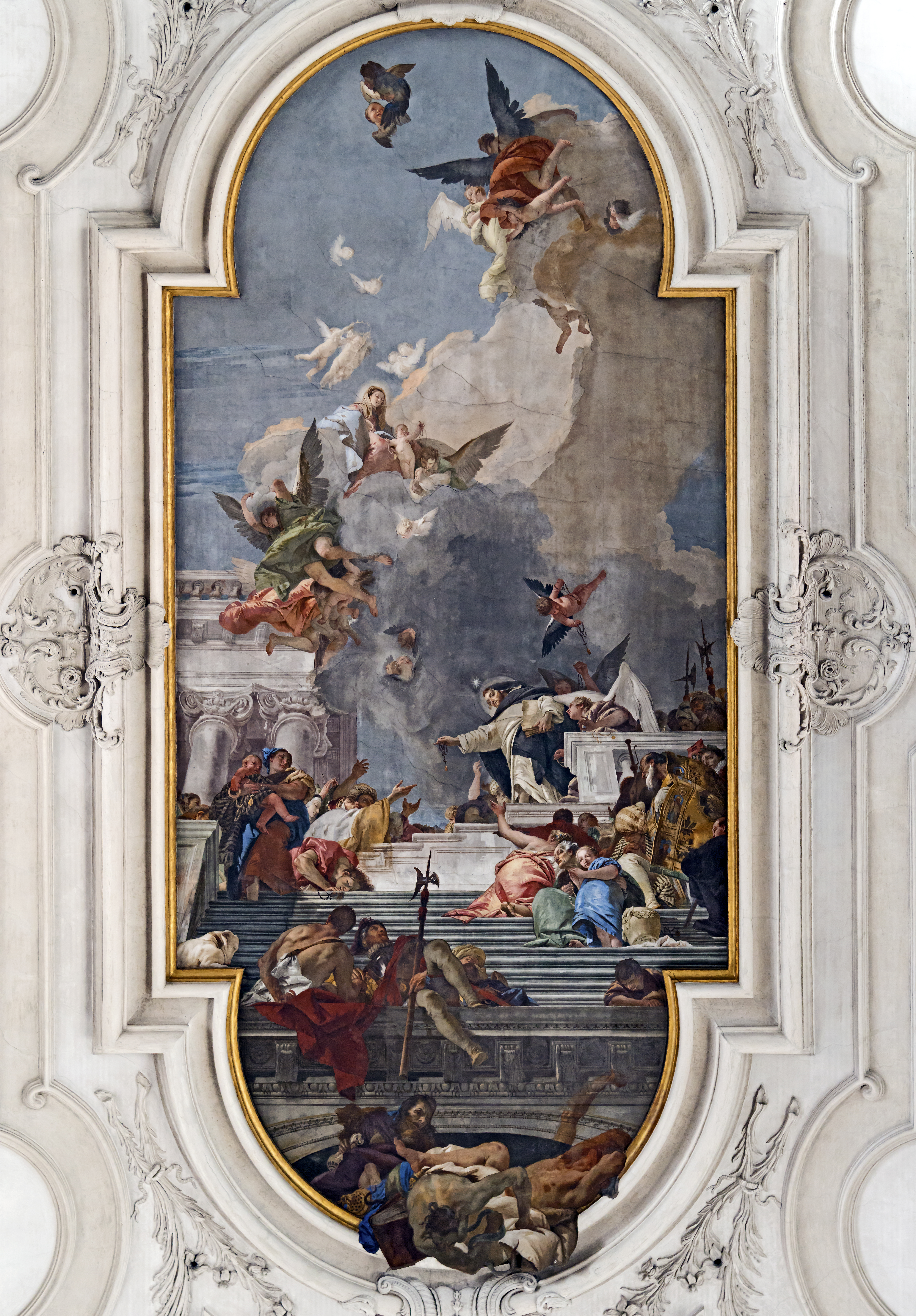
Дж. Б. Тьеполо. Учреждение Розария. 1737—1739. Фреска плафона. Центральная часть
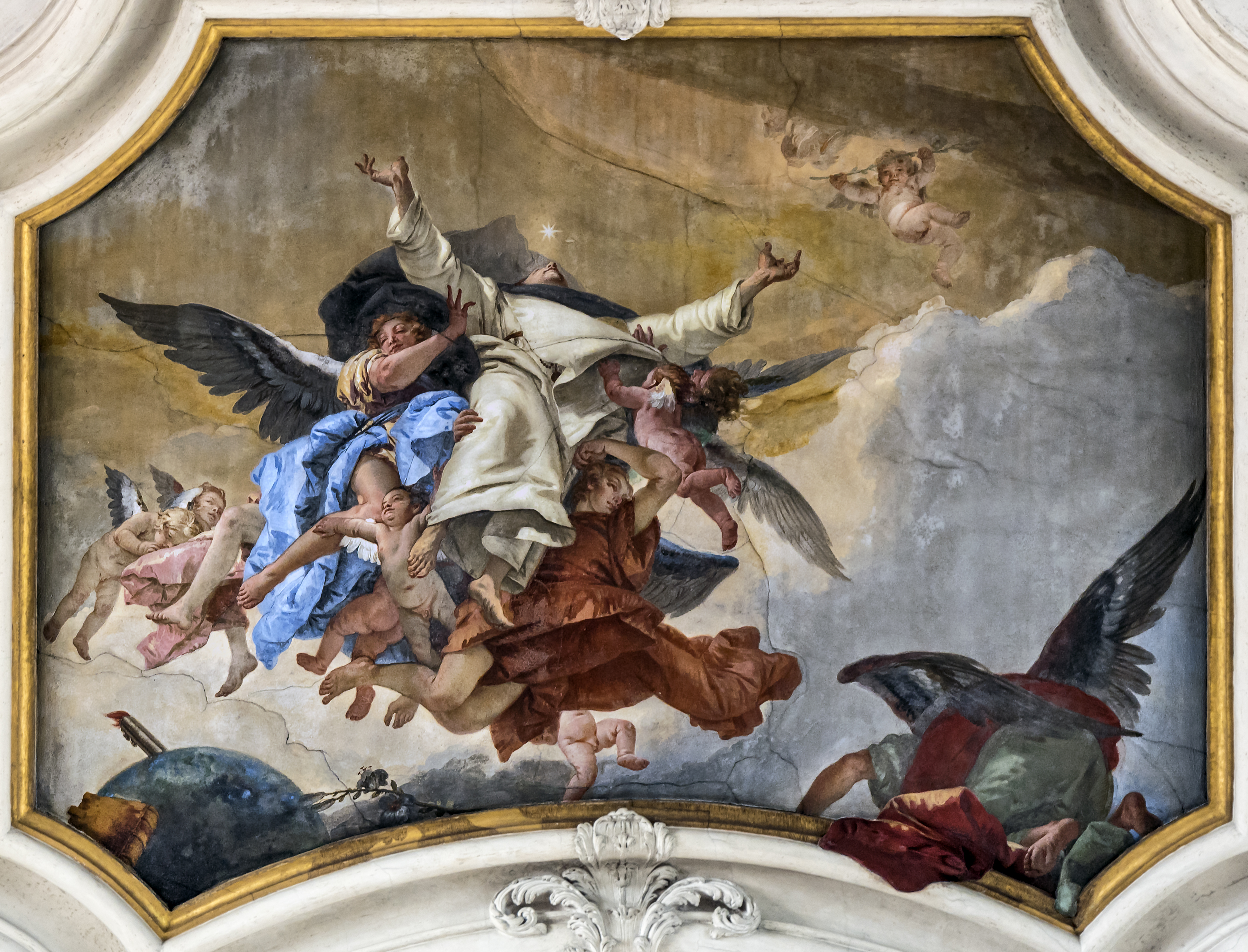
Дж. Б. Тьеполо. Прославление Святого Доминика. Фреска малой секции плафона
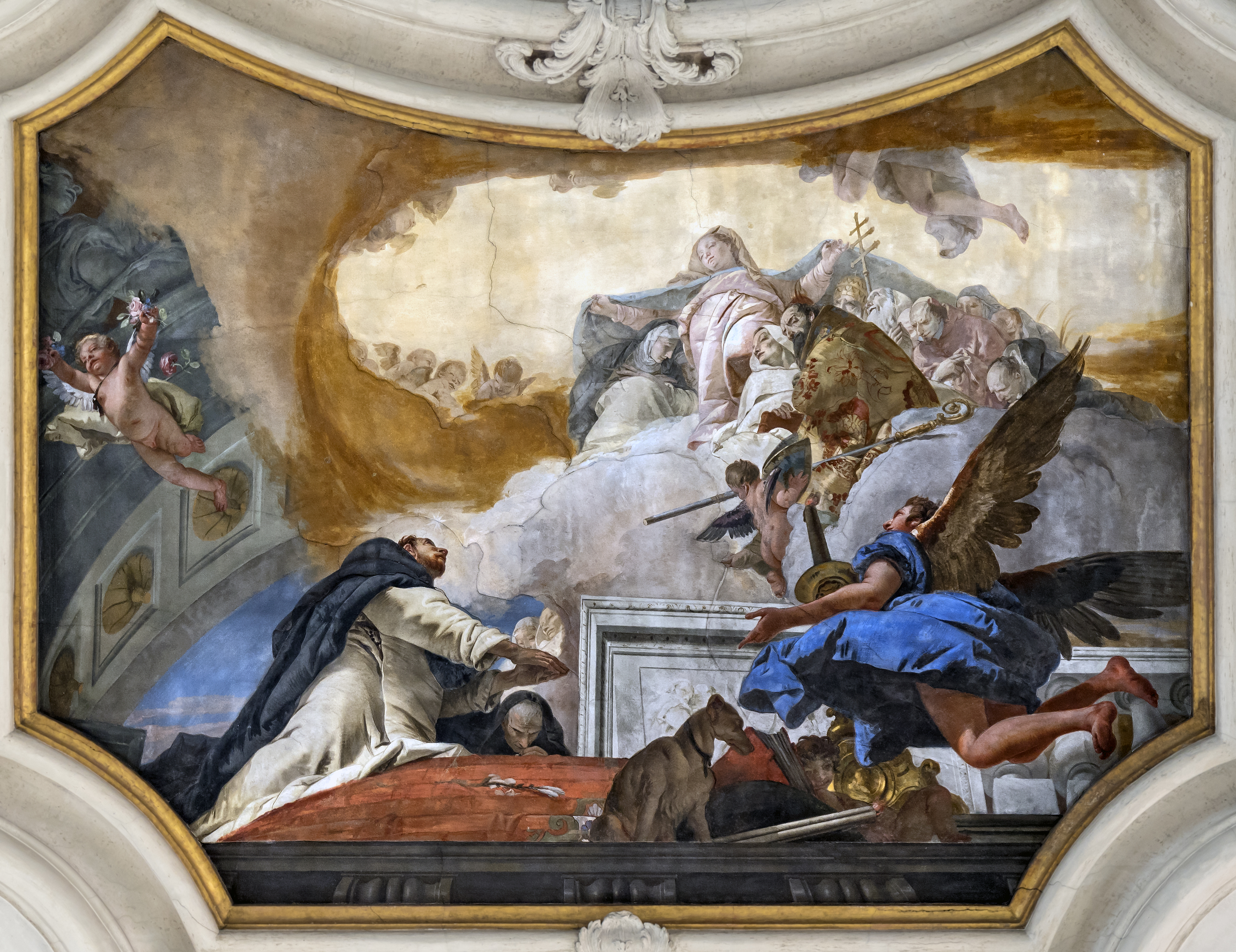
Дж. Б. Тьеполо. Мадонна является Святому Доминику. Фреска малой секции плафона
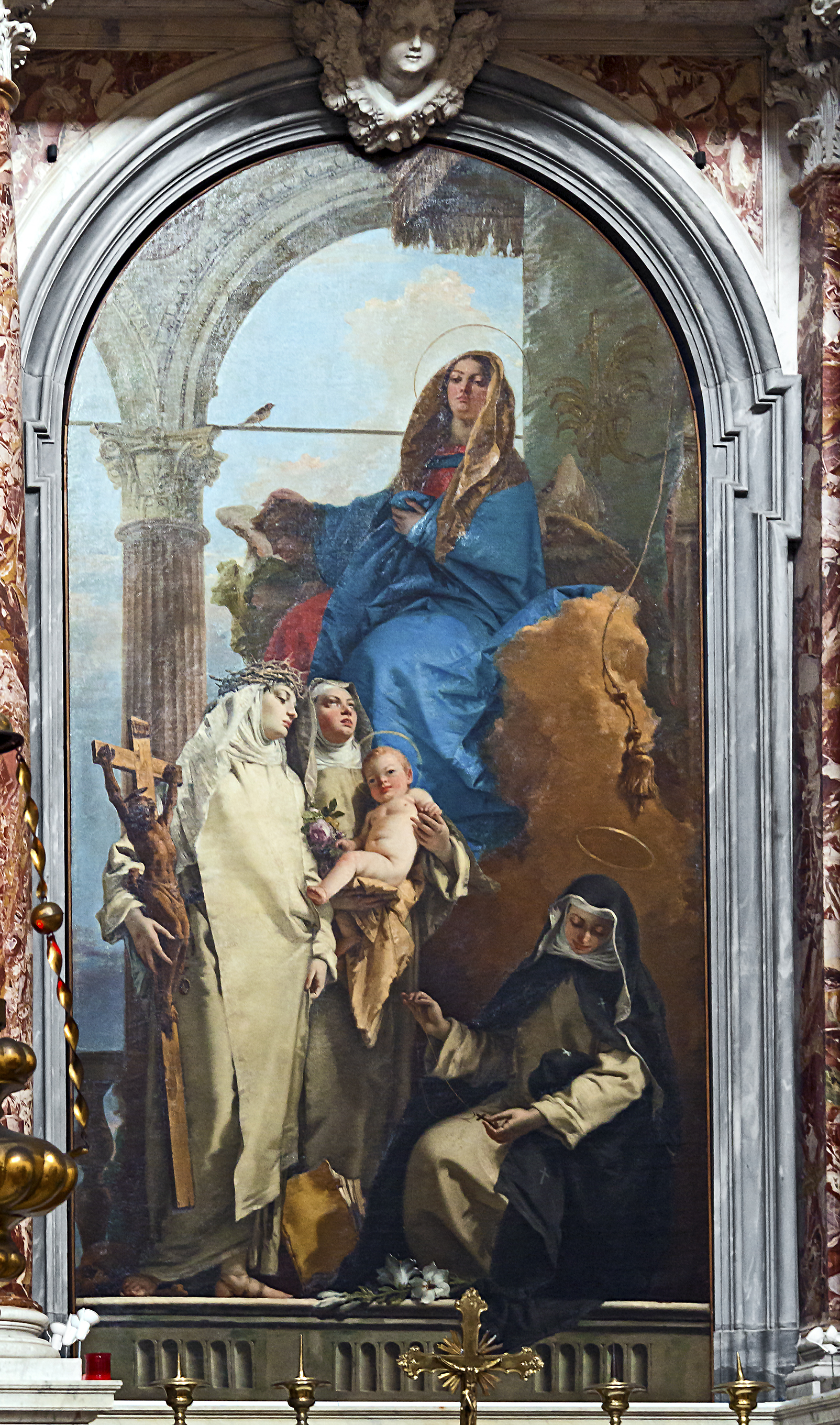
Дж. Б. Тьеполо. Явление Девы Марии святым Розе да Лиме, Екатерине Сиенской и Аньезе да Монтепульчано. 1749 (?). Холст, масло
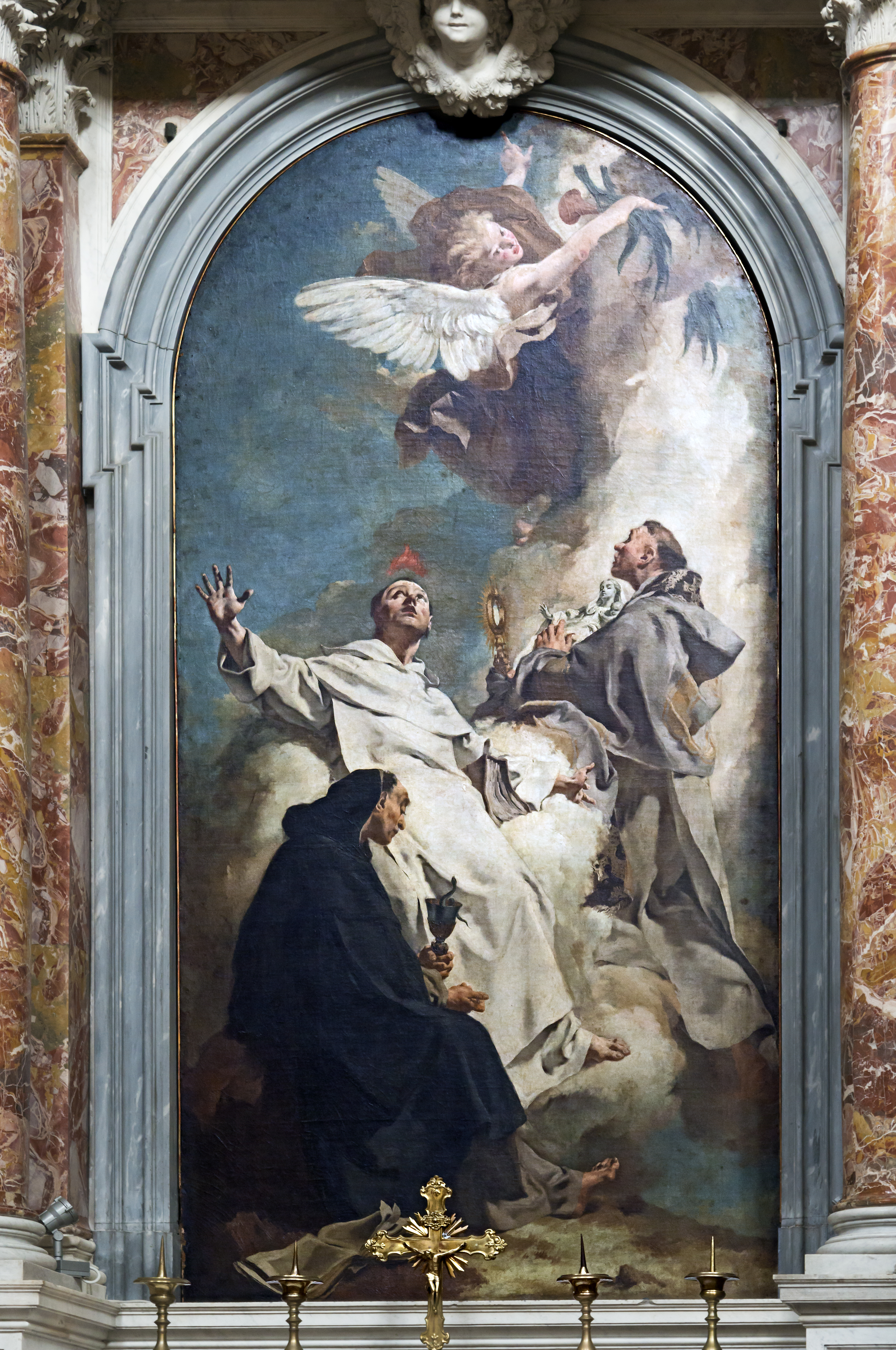
Дж. Б. Пьяццетта. Видение святых Лодовико Бертрандо, Винченцо Феррери и Джачинто Одроваза. Ок. 1739. Холст, масло